# Fiat Seicento
Fiat Seicento (Тип 187) — міський автомобіль виробництва італійської компанії Fiat, який був представлений наприкінці 1997 року, як заміна Fiat Cinquecento, хоча він також був заснований на основі Cinquecento.
Seicento італійською — 600.

## Опис

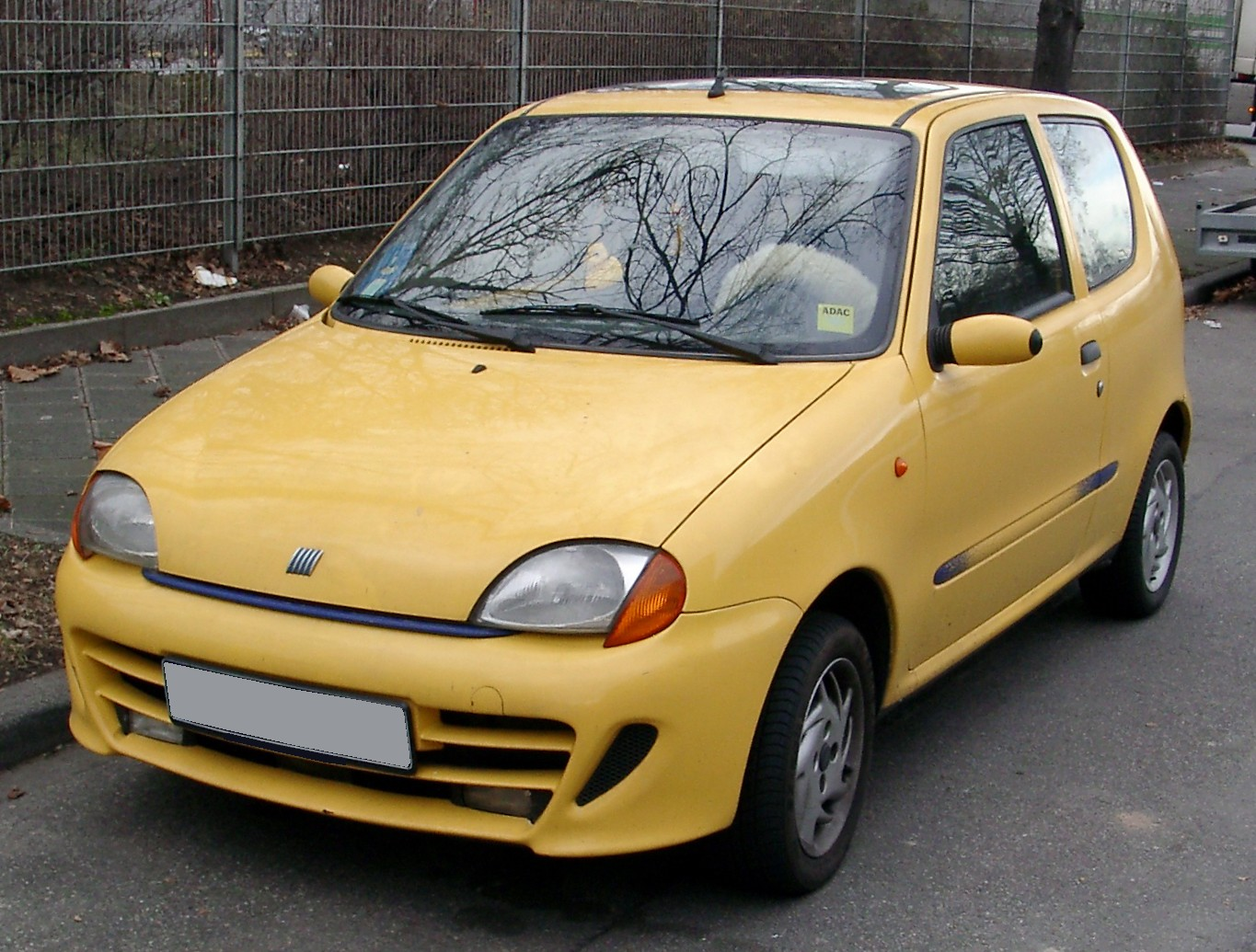
Fiat Seicento (1997-2000)

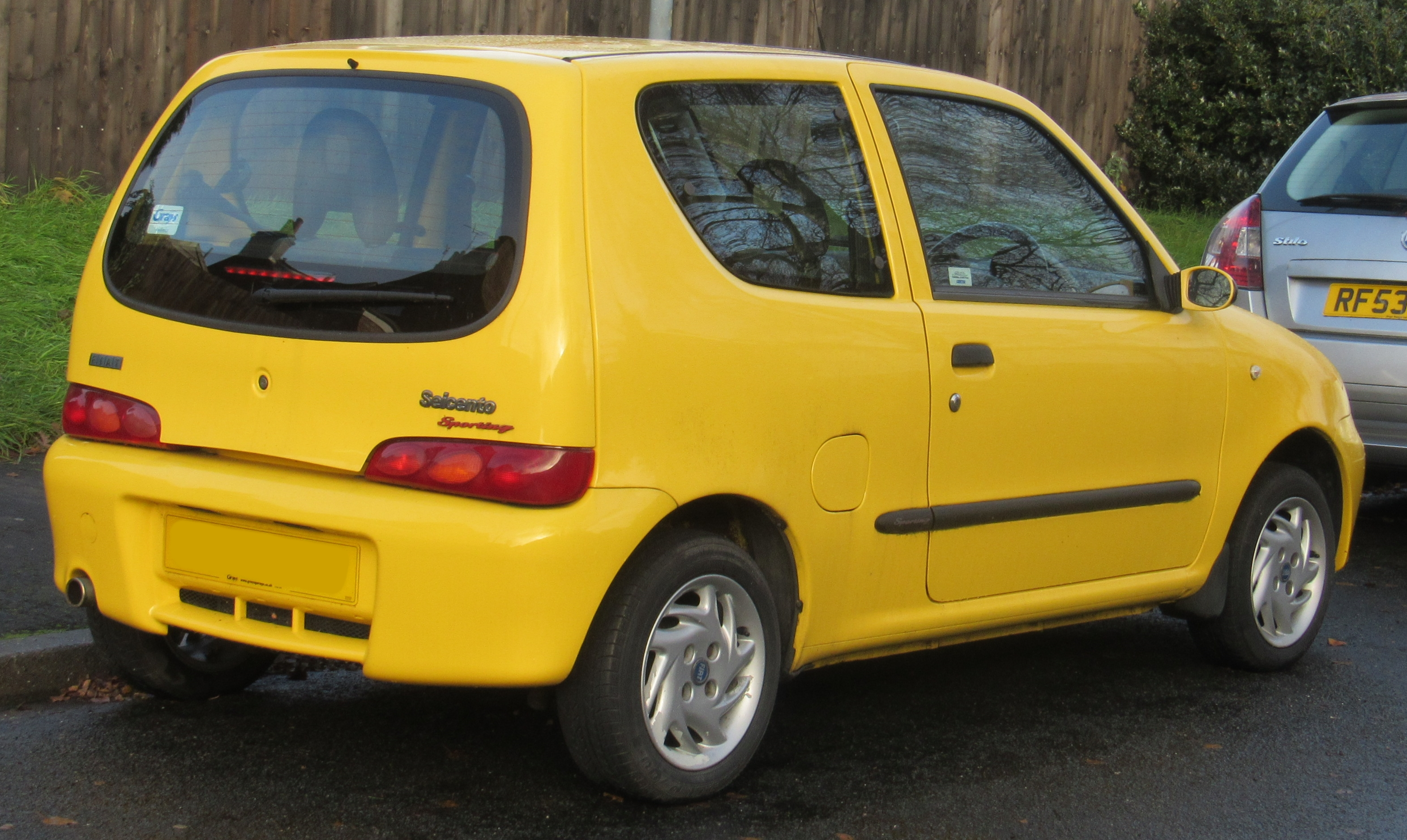
Fiat Seicento

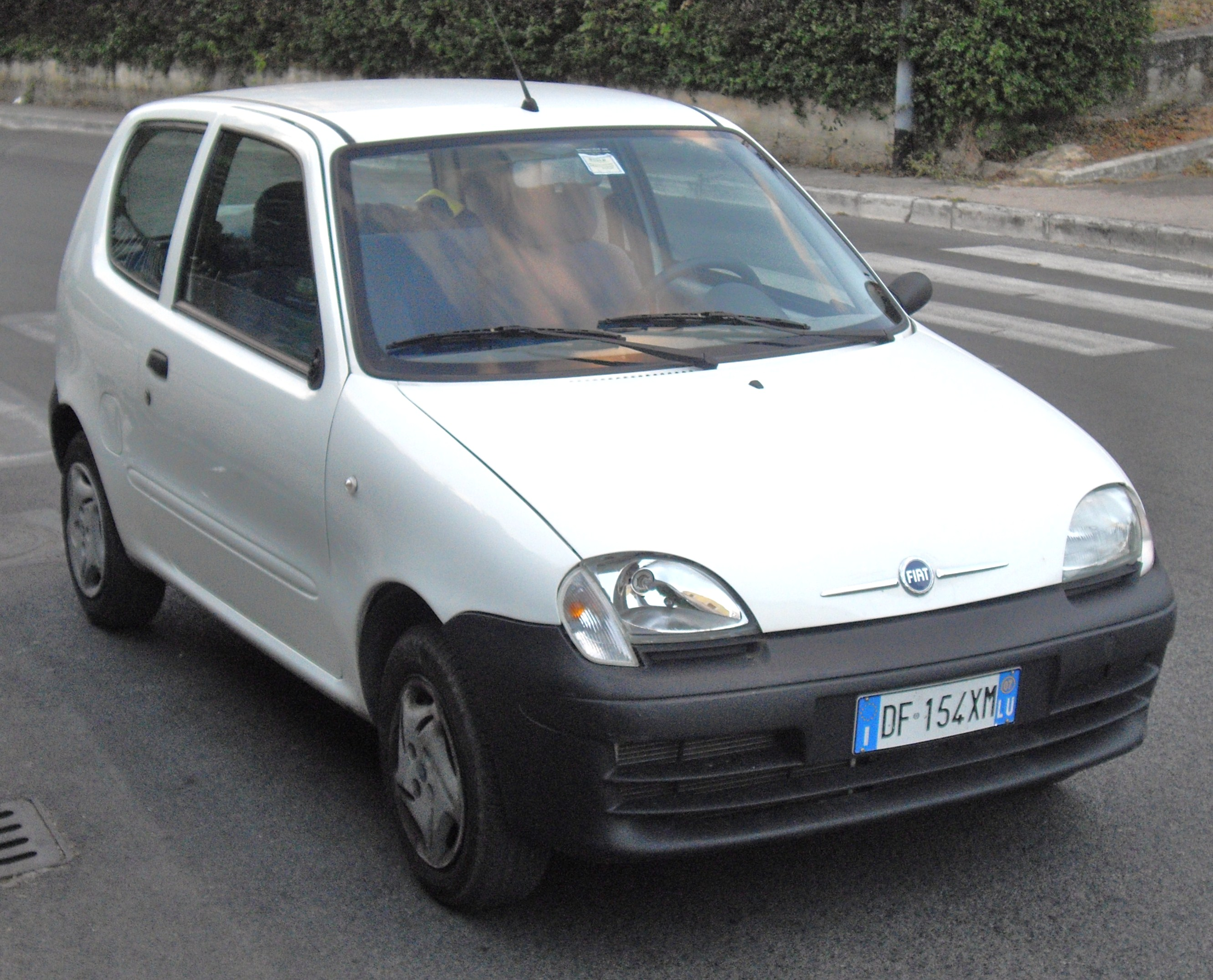
Fiat 600

Seicento не відрізнявся значно від свого попередника, зберігаючи ті ж двигуни, шасі і загальні розміри, хоча він і отримав незначну довжину 90 мм (загальна довжина 3,340 мм).
Як і його попередники, Cinquecento і Polski Fiat 126, Seicento виготовлявся на заводі Fiat у місті Тихи, Польща.
В жовтні 2000 року модель модернізували.
З 2005 року продається під назвою Fiat 600 на честь 50-ї річниці з моменту початку виробництва Fiat 600.
З березня 1998 року по кінець 2009 року було виготовлено 1 328 839 мільйона екземплярів Seicento.

## Двигуни
- 0.9 л FIRE I4 39 к.с.
- 1.1 л FIRE I4 54 к.с.
- 30 kW/40 к.с. (електромобіль)

## Виробництво
| рік  | Виробництво (одиниць) |
| ---- | --------------------- |
| 1997 | 633                   |
| 1998 | 152,755               |
| 1999 | 253,345               |
| 2000 | 236,283               |
| 2001 | 175,092               |
| 2002 | 143,923               |
| 2003 | 115,504               |
| 2004 | 69,317                |
| 2005 | 54,918                |
| 2006 | 46,115                |
| 2007 | 35,976                |
| 2008 | 25,166                |
| 2009 | 10,794                |
| 2010 | 9,152                 |